# Хошиминский метрополитен
Хошими́нский метрополите́н (HCMC Metro) — скоростная транспортная система города Хошимина. Действует одна линия, открытая 22 декабря 2024 года. Ещё одна линия находится в процессе строительства, остальные — находятся в планах. Метрополитен стал вторым во Вьетнаме после Ханойского.

## История

### Ранние проекты (2001—2012)
Впервые проект метрополитена был предложен в 2001 году как часть проекта по улучшению общественного транспорта Хошимина, с целью избежать серьёзных проблем с пробками на дорогах, которые затронули другие азиатские города.
Согласно первоначальному генеральному плану, представленному в феврале 2001 года, метрополитен будет состоять из шести линий. Первоначально предполагалось, что проект будет стоить 1,5 миллиарда долларов США и будет реализован в течение 10 лет.
План был пересмотрен в 2007 году и предполагал не менее шести линий. Генеральным планом развития транспорта города до 2020 года предусматривалось строительство трёх монорельсовых или скоростных железнодорожных линий общей протяжённостью 37 километров и шести линий метрополитена общей протяжённостью 107 км. Рынок Бантхань в районе 1, уже являющийся транспортным узлом, станет крупнее и будет соединять несколько линий.

### Нынешний проект (с 2013)
Последний предложенный проект — это пересмотренная версия проекта, предложенного ещё в 2007 году, которая была утверждена 8 апреля 2013 года.
Согласно проекту, общая длина первой линии, которая будет состоять из 14 станций и обслуживаться одним депо, составит 19,7 км, она пройдёт параллельно с Ханойским шоссе, соединив рынок Бантхань в районе 1 и парк Сьютен в районе 9.
Предположительно, после открытия линия будет обслуживать до 160 тыс. пассажиров в день. К 2030 году это число увеличится до 635 тыс., а к 2040 — до 800 тыс. На станциях планируется разместить билетные автоматы, туалеты, телефонные будки и информационные табло, которые также будут доступны для инвалидов и слабовидящих пассажиров.
В сентябре 2013 года были достигнуты соглашения с Азиатским банком развития, Европейским инвестиционным банком и правительством Испании о выделении 850 миллионов евро на финансирование строительства 5 линии.

### Строительство

#### S1 линия
Строительство первой линии должно было начаться в 2008 году и завершиться к 2014, но из-за проблем с финансированием началось оно только в 2012 году, а дата открытия была перенесена на 2018 год.
13 сентября 2017 года правительство объявило о переносе сроков открытия первой линии на 2020 год, из-за перерасхода средств, задержки выплат подрядчикам и всевозможных проверок.
28 января 2019 года директор отдела управления проектами Дуонг Хуу Хоа заявил, что прогресс строительства 1 линии по состоянию на декабрь 2018 года достиг 62 %, что ниже целевого показателя в 65 %. Проект был подвергнут критике в местной прессе за его неоднократные задержки.
По состоянию на февраль 2020 года, открытие первой линии планировалось в конце 2021 года. Позже завершить строительство предполагалось в 2022 году. В феврале 2021 года предполагаемое открытие метро в очередной раз сместилось на год — на конец 2022-го.
21 декабря 2022 года начата лишь тестовая эксплуатация первой линии, при этом начало коммерческой было намечено на 4 квартал 2023 года, однако позже оно было в очередной раз перенесено: сначала на июль 2024, а потом — на конец 2024 года.

#### B2 линия
Проект второй линии, длина которой составит около 48 км, был утверждён в 2010 году, но из-за инфляции и других финансовых сложностей начало строительства было отложено. Первоначально его планировалось начать в 2013 году, ввести в эксплуатацию — в 2018-м. Однако 13 сентября 2017 года местные власти обратились к премьер-министру с просьбой отодвинуть строительство второй линии до 2020 года с завершением в 2024 году. Стоимость утверждённого в 2010 году проекта линии к концу 2019 выросла с 1,3 до более чем 2,1 миллиарда долларов США. К июню 2021 года, после более года переговоров с консорциумом из трёх немецких, одной швейцарской и одной вьетнамской компаний, управлению железных дорог Хошимина не удалось прийти к соглашению о продлении контракта с консорциумом по услугам консультирования. Поиск нового консультанта займет от года до полутора, а это означает, что тендеры на строительных подрядчиков смогут быть объявлены только в 2024-м, работы начаты — в 2025-м, а завершены — не ранее 2030 года.

## Линии
| Номер линии | Название линии  | Длина    | Количество станций | Конечные                                   | Примечание                                               |
| ----------- | --------------- | -------- | ------------------ | ------------------------------------------ | -------------------------------------------------------- |
| 1           | S: Sài Gòn      | 19,7 км  | 14                 | рынок Бантхань ↔ парк Сьютен               | Действующая возможно продление до Бьенхоа или Биндонг    |
| 2           | B: Bà Quẹo      | 48 км    | 42                 | Северо-западные районы города ↔ Тхутхьем   | Строится Стадия 1: Бантхань ↔ Тхам Луонг с 11 станциями. |
| 3A          | K: Tân Kiên     | 19,8 км  | 17                 | Бантхань ↔ Танкьен                         | Проектируется Возможно продление до района Тан.          |
| 3B          | N: Thị Nghè     | 12,2 км  | 10                 | Республиканский центр ↔ Хипбенпхуок        | Проектируется Возможно продление до Тхудаумот            |
| 4           | G: Gò Vấp       | 35,75 км | 32                 | Тханьсуан ↔ Хьепфыок                       | Проектируется                                            |
| 4           | T: Tân Sơn Nhất | 03,2 км  | 03                 | Парк Зядинь (4 линия) ↔ Мавзолей (5 линия) | Проектируется Стадия 1: Таншоннят ↔ Мавзолей             |
| 5           | C: Cần Giuộc    | 23,39 км | 22                 | Автовокзал ↔ мост Хошимин                  | Проектируется Стадия 1: Байхьен ↔ мост Хошимин           |
| 6           | Đ: Đầm Sen      | 06,8 км  | 07                 | Республиканский центр ↔ центр Фулам        | Проектируется                                            |

В проект так же входит строительство двух линий монорельса и линии трамвая.
| Line description | Длина   | Количество станций | Маршрут                                                                          | Примечание                                   |
| ---------------- | ------- | ------------------ | -------------------------------------------------------------------------------- | -------------------------------------------- |
| Трамвай          | 12,8 км | 6                  | Басон (1 линия) — Вованкиет — Личиухоанг — Западный автовокзал (Bến xe Miền Tây) | Проектируется Возможно продление до Бинькуой |
| Монорельс 1      | 27,2 км | ?                  | Шоссе 50 — Суантуи — Бинькуой                                                    | Проектируется                                |
| Монорельс 2      | 16,5 км | ?                  | Нгуеноань и Фанванчи — город Куангчунг — станция Танчанхьеп                      | Проектируется                                |

## Технические характеристики
- Длина платформы: 125 м;
- Среднее расстояние между станциями составляет 700—1300 м;
- Средняя скорость: 80 км/ч;
- Интервалы: 4 минуты (2 минуты в часы пик);
- Ширина туннеля: 3 м.

## Тарифы
Чтобы поощрять пассажиров, стоимость проезда в сети метро Хошимина будет минимальной, порядка 2500 донгов (около 0,1 доллара США). Для сравнения: стоимость проезда на автобусе в пределах города составляет, как правило, 3000 донгов (по состоянию на 2013 год стоимость проезда на автобусах составляет от 5000 до 7000 донгов). Также будет доступен проездной, действующий как в метро, так и в автобусе.